# 巴黎條約 (1898年)
巴黎條約（英語：Treaty of Paris）是1898年12月10日美國和西班牙在美西戰爭後簽訂的和平條約。

## 內容
1. 西班牙放棄對古巴的主權，但是沒有指定「接受國」。
2. 古巴島繼續為美國的佔領地。
3. 西班牙割讓關島和波多黎各給予美國。
4. 西班牙以2000萬美元將菲律賓群島主權賣給美國。

## 影響
西班牙帝國因此條約喪失許多海外領土，美國則擴大在太平洋的影響力，逐漸取得和歐洲列強相同的地位。